# Krzysztof III (patriarcha Gruzji)
Krzysztof, imię świeckie Kristepore Cicikliszwili (ur. 1873, zm. 1932) – Katolikos-Patriarcha Gruzji w latach 1927–1932.

## Życiorys
Absolwent seminarium duchownego w Tyflisie w 1893. W tym samym roku przyjął święcenia kapłańskie. Pracował jako duchowny parafialny, a następnie także nauczyciel religii w męskim gimnazjum w Tyflisie. Od 1918 studiował również na wydziale historyczno-filologicznym Uniwersytetu w Tyflisie.
W 1922 został wyświęcony na biskupa urbińskiego, co wbrew prawosławnej tradycji nastąpiło bez złożenia przez niego wcześniej wieczystych ślubów mniszych. W 1924, po aresztowaniu przez Czeka Katolikosa-Patriarchy Gruzji Ambrożego objął funkcję locum tenens Patriarchatu. Wielokrotnie apelował o zwolnienie Ambrożego, co ostatecznie stało się w 1925 po tym, gdy za skazanym na siedem lat więzienia hierarchą wstawił się Michaił Kalinin. Po śmierci Ambrożego w 1927 został wybrany na jego następcę i sprawował urząd do swojej śmierci w 1932. W swojej działalności starał się osiągnąć porozumienie z władzami radzieckimi.
Najważniejszym osiągnięciem Krzysztofa III jako Katolikosa-Patriarchy było doprowadzenie do uznania kanoniczności Gruzińskiego Kościoła Prawosławnego przez starożytne patriarchaty prawosławne i większość innych Kościołów autokefalicznych (poza Rosyjskim Kościołem Prawosławnym, który uznał legalność Kościoła gruzińskiego w okresie pełnienia urzędu przez następcę patriarchy Krzysztofa, Kalistrata).